# Прюмье, Антуан
Антуан Прюмье (фр. Antoine Prumier; 2 июля 1794, Париж — 21 января 1868, Париж) — французский арфист, композитор и музыкальный педагог.
Учился игре на арфе у своей матери, занимался также в Парижской консерватории у Шарля Симона Кателя (гармония) и Андре Фредерика Элера (контрапункт) — с перерывом на обучение математике в Политехнической школе. Затем играл на арфе в оркестре Итальянской оперы и, в 1835—1840 гг., Комической оперы.
В 1835—1867 гг. профессор арфы в Парижской консерватории, ввёл в педагогическую практику арфу с двойной педалью. Среди его учеников Жозеф Ассельман и его собственный сын Конрад Прюмье, в дальнейшем сменивший его как в Комической опере, так и на профессорской должности.
Написал около сотни фантазий, арий и вариаций для своего инструмента. На протяжении 17 лет занимал пост вице-президента в профессиональном союзе музыкантов (фр. Association des artistes musiciens).
Кавалер Ордена Почётного легиона (1845).